# Giro di Romagna 1966
Il Giro di Romagna 1966, quarantaduesima edizione della corsa, si svolse il 24 aprile 1966 su un percorso di 274 km. La vittoria fu appannaggio dell'italiano Gianni Motta, che completò il percorso in 7h20'00", precedendo i connazionali Dino Zandegù e Vito Taccone.

## Ordine d'arrivo (Top 10)
| Pos. | Corridore          | Squadra           | Tempo    |
| ---- | ------------------ | ----------------- | -------- |
| 1    | Gianni Motta       | Molteni           | 7h20'00" |
| 2    | Dino Zandegù       | Bianchi-Mobylette | s.t.     |
| 3    | Vito Taccone       | Vittadello        | s.t.     |
| 4    | Franco Bitossi     | Filotex           | s.t.     |
| 5    | Flaviano Vicentini | Legnano-Pirelli   | s.t.     |
| 6    | Pasquale Fabbri    | Filotex           | s.t.     |
| 7    | Italo Zilioli      | Sanson            | s.t.     |
| 8    | Adriano Passuello  | Legnano-Pirelli   | s.t.     |
| 9    | Mario Maino        | Bianchi-Mobylette | s.t.     |
| 10   | Michele Dancelli   | Molteni           | s.t.     |